# Тъпанче
Тъпанчето е тънка конусовидна мембрана, отделяща външното ухо от средното ухо при хората и други четирикраки. Предназначението му е да предава звуците от въздуха към слуховите костици в средното ухо и по-нататък към преддверното прозорче в охлюва, изпълнен с флуид. Следователно, то преобразува и усилва вибрациите от въздуха във вибрации в охлювния флуид. Чукчето служи като посредник между тъпанчето и другите слухови костици.
Разкъсване или спукване на тъпанчето може да доведе до глухота, докато свиване или прибиране на тъпанчето може да причини холестеатом.